# Programa de Resocialización de Narcotraficantes
El Programa de Resocialización de Narcotraficantes fue un programa secreto del Gobierno de los Estados Unidos, iniciado en 1996, para combatir el narcotráfico en Colombia.

## Historia
Con dicho programa las autoridades de Estados Unidos buscaban negociar de manera secreta con narcotraficantes de Colombia con el fin de que estos se entregaran, delataran rutas de tráfico de drogas y demás información valiosa, además de entregar buena parte de su patrimonio a los Estados Unidos (a manera de "indemnización"). A cambio recibirían la tarjeta de residencia de ese país para ellos y sus familias.
Mucha información sobre este programa secreto fueron revelados por la investigación periodística de Édgar Téllez y Jorge Lesmes, publicado en su libro de 2006 Pacto en la Sombra, los tratos secretos de Estados Unidos con el narcotráfico. Si bien el programa no está oficialmente terminado, sí ha sufrido cambios en su estructura. Las negociaciones con los narcotraficantes estaban inicialmente a cargo de los agentes de la DEA Baruch Vega, David Tisnslay y Larry Castillo, que han sido reemplazados.

## Resultados
En una década de funcionamiento el programa logró que al menos 300 delincuentes dejaran la actividad del tráfico ilícito de drogas. A cambio, los Estados Unidos obtuvieron valiosa información del funcionamiento de los diferentes carteles de las drogas en Colombia, además de una gran cantidad de dinero. No obstante, durante la duración del programa no se ha visto disminuida la cantidad de droga sembrada en el país, y por el contrario ésta ha aumentado: mientras en 1996 había 5.500 hectáreas sembradas de amapola y 38.000 de coca, a finales de 2005 había 15.000 y 85.000 respectivamente.